# Sistema de fase partida
Un sistema de corriente de fase partida o fase dividida (en inglés split phase) es aquel que consta de dos corrientes alternas monofásicas distribuidas en 3 cables o hilos, se usa normalmente en Estados Unidos en viviendas unifamiliares y pequeños comercios. Es el equivalente, en corriente alterna, al original sistema de corriente continua Edison de tres hilos.
Para evitar confusiones con el motor eléctrico de fase partida, es aconsejable denominar a este sistema de voltaje como sistema de fase única de 3 cables.